# Zagubieni w kosmosie (serial telewizyjny 2018)
Zagubieni w kosmosie (ang. Lost in Space) – amerykański serial fantastycznonaukowy, remake serialu z 1965 roku, będącego luźną adaptacją noweli Robinson szwajcarski (ang. The Swiss Family Robinson) autorstwa Johanna Davida Wyssa. Opowiada historię rodziny kosmicznych kolonistów, których statek zboczył z kursu podczas podróży do kolonii na planecie Alfa Centauri.
Wyprodukowany został przez Legendary Television, Synthesis Entertainment, Clickety-Clack Productions i Applebox Entertainment. Scenariusz napisali Matt Sazama i Burk Sharpless, funkcję showrunnera pełnił Zack Estrin. Premiera pierwszego sezonu odbyła się 13 kwietnia 2018. Premiera 2 sezonu odbyła się 24 grudnia 2019, miesiąc później Netflix zapowiedział powstanie drugiej serii.

## Fabuła
Grupa wybitnych naukowców i inżynierów wybiera się na orbitę ziemską, by wybudować ogromny statek kosmiczny nazwany Śmiałek, który ma za zadanie skolonizować planetę Alfa Centauri i przygotować ją do zamieszkania przez ludzkość. Do misji zaproszone zostają osoby, które uzyskały pozytywny wynik w testach. Jednymi z nich jest rodzina Robinsonów. 
Podczas rejsu następuje atak obcych na Śmiałka. Koloniści rozdzielają się, uciekając przez robotem skonstruowanym przez obcych.

## Obsada
- Molly Parker jako Maureen Robinson
- Toby Stephens jako John Robinson
- Maxwell Jenkins jako Will Robinson
- Taylor Russell jako Judy Robinson
- Mina Sundwall jako Penny Robinson
- Ignacio Serricchio jako Don West
- Parker Posey jako June Harris / dr Zachary Smith
- Brian Steele jako Robot
- Raza Jaffrey jako Victor Dhar
- Ajay Friese jako Vijay Dhar
- Cary-Hiroyuki Tagawa jako Hiroki Watanabe
- Kiki Sukezane jako Aiko Watanabe
- Yukari Komatsu jako Naoko Watanabe
- Veenu Sandhu jako Prisha Dhar
- Adam Greydon Reid jako Peter Beckert
- Amelia Burstyn jako Diane
- Iain Belcher jako Evan
- Shaun Parkes jako kapitan Radic
- Sibongile Mlambo jako Angela Goddard
- Selma Blair jako Jessica Harris
- Bill Mumy jako dr Zachary Smith[3]

## Produkcja
W październiku 2014 roku ogłoszono, że Legendary Television i Synthesis Entertainment pracują nad rebootem serialu Zagubieni w kosmosie i zatrudniły Matta Sazamę i Burka Sharpessa do napisania odcinków pilotażowych. W listopadzie 2015 roku projekt został przejęty przez Netflix. Zack Estrin został showrunnerem, a Sazama, Sharpless, Kevin Burns, Jon Jashni, Neil Marshall i Marc Helwih producentami wykonawczymi. 29 czerwca 2016 roku Netflix zamówił 10 odcinków serialu.
Produkcja pierwszego sezonu rozpoczęła się w lutym w Vancouver w Kolumbii Brytyjskiej a zakończyła w lipcu 2017 roku. Produkcja drugiego sezonu rozpoczęła się we wrześniu 2018 roku w Islandii, prace nad nim miały zakończyć się w styczniu 2019.
Na początku września 2020 roku, w Vancouver w Kolumbii Brytyjskiej, rozpoczęły się zdjęcia do trzeciego i zarazem ostatniego sezonu serii.

## Przegląd sezonów
| Sezon | Sezon | Odcinki | Data premiery    | Data premiery    |
| ----- | ----- | ------- | ---------------- | ---------------- |
|       | 1     | 10      | 13 kwietnia 2018 | 13 kwietnia 2018 |
|       | 2     | 10      | 24 grudnia 2019  | 24 grudnia 2019  |
|       | 3     | 8       | 1 grudnia 2021   | 1 grudnia 2021   |

## Lista odcinków

### Sezon 1 (2018)
| № | #  | Tytuł                   | Polski tytuł                        | Reżyseria       | Scenariusz                    | Data premiery (Netflix, Stany Zjednoczone) | Data premiery (Netflix Polska, Polska) |
| --- | -- | ----------------------- | ----------------------------------- | --------------- | ----------------------------- | ------------------------------------------ | -------------------------------------- |
| 1 | 1  | Impact                  | Zderzenie                           | Neil Marshall   | Matt Sazama, Burk Sharpless   | 13 kwietnia 2018                           | 13 kwietnia 2018                       |
| Podczas wyprawy do nowej kolonii kosmicznej Robinsonowie zmuszeni są awaryjnie lądować na nieznanej planecie, gdzie wyzwaniem będzie nawet przetrwanie pierwszej nocy.     |    |                         |                                     |                 |                               |                                            |                                        |
| 2 | 2  | Diamonds in the Sky     | Diamenty                            | Neil Marshall   | Matt Sazama, Burk Sharpless   | 13 kwietnia 2018                           | 13 kwietnia 2018                       |
| Kolejna katastrofa sprawia, że na planecie Robinsonów pojawiają się nowi rozbitkowie. Tymczasem rodzina próbuje uratować swój statek z pomocą tajemniczego towarzysza.     |    |                         |                                     |                 |                               |                                            |                                        |
| 3 | 3  | Infestation             | Plaga                               | Tim Southam     | Zack Estrin                   | 13 kwietnia 2018                           | 13 kwietnia 2018                       |
| Retrospekcje rzucają nieco światła na przeszłość doktor Smith. Robinsonowie muszą poradzić sobie z nowym zagrożeniem, gdy okazuje się, że ze statku szybko znika paliwo.   |    |                         |                                     |                 |                               |                                            |                                        |
| 4 | 4  | The Robinsons Were Here | Robinsonowie tu byli                | Alice Troughton | Katherine Collins             | 13 kwietnia 2018                           | 13 kwietnia 2018                       |
| Robinsonowie nawiązują kontakt z inną rodziną rozbitków. Gdy Judy dowiaduje się, do czego doszło na pokładzie Śmiałka, Will rusza na pomoc swojemu przyjacielowi.          |    |                         |                                     |                 |                               |                                            |                                        |
| 5 | 5  | Transmission            | Transmisja                          | Deborah Chow    | Kari Drake                    | 13 kwietnia 2018                           | 13 kwietnia 2018                       |
| Rozbitkowie budują wieżę, aby nadać sygnał do Śmiałka, Maureen bada anomalię planetarną, a Will decyduje się na trudną rozmowę z ojcem.                                    |    |                         |                                     |                 |                               |                                            |                                        |
| 6 | 6  | Eulogy                  | Koniec jest bliski                  | Vincenzo Natali | Ed McCardie                   | 13 kwietnia 2018                           | 13 kwietnia 2018                       |
| Maureen zastanawia się, czy podzielić się z innymi swoim odkryciem. Don staje na czele misji szukającej paliwa. Obecność robota wywołuje napięcia w grupie rozbitków.      |    |                         |                                     |                 |                               |                                            |                                        |
| 7 | 7  | Pressurized             | Pod ciśnieniem                      | Tim Southam     | Vivian Lee                    | 13 kwietnia 2018                           | 13 kwietnia 2018                       |
| Doktor Smith nadal realizuje swój tajny plan. Aktywność sejsmiczna na planecie doprowadza do olbrzymich zniszczeń i zmusza dwie ekipy do podjęcia bardzo trudnych decyzji. |    |                         |                                     |                 |                               |                                            |                                        |
| 8 | 8  | Trajectory              | Trajektoria                         | Stephen Surjik  | Katherine Collins, Kari Drake | 13 kwietnia 2018                           | 13 kwietnia 2018                       |
| Maureen obmyśla, jak rozwiązać problem z paliwem, ale realizacja jej planu okazuje się zaskakująco trudna. Doktor Smith zdaje sobie sprawę, że została zdemaskowana.       |    |                         |                                     |                 |                               |                                            |                                        |
| 9 | 9  | Resurrection            | Wskrzeszenie                        | Tim Southam     | Daniel McLellan, Kari Drake   | 13 kwietnia 2018                           | 13 kwietnia 2018                       |
| Judy rusza na poszukiwanie Maureen, a Will i Penny przewodzą ekspedycji do jaskiń. Doktor Smith opracowuje nowy plan ucieczki.                                             |    |                         |                                     |                 |                               |                                            |                                        |
| 10 | 10 | Danger, Will Robinson   | Niebezpieczeństwo, Willu Robinsonie | David Nutter    | Matt Sazama, Burk Sharpless   | 13 kwietnia 2018                           | 13 kwietnia 2018                       |
| Czas do odlotu Śmiałka ucieka nieubłaganie – Robinsonowie robią wszystko, by opuścić planetę i uciec z dala od doktor Smith.                                               |    |                         |                                     |                 |                               |                                            |                                        |

### Sezon 2 (2019)
| № | #  | Tytuł        | Polski tytuł            | Reżyseria      | Scenariusz                    | Data premiery (Netflix, Stany Zjednoczone) | Data premiery (Netflix Polska, Polska) |
| --- | -- | ------------ | ----------------------- | -------------- | ----------------------------- | ------------------------------------------ | -------------------------------------- |
| 11 | 1  | Shipwrecked  | Katastrofa              | Alex Graves    | Matt Sazama, Burk Sharpless   | 24 grudnia 2019                            | 24 grudnia 2019                        |
| Siedem miesięcy później uwięzieni na wodnej planecie Robinsonowie podejmują się ryzykownej próby, by uruchomić Jowisza, a Will przysięga odnaleźć robota.                 |    |              |                         |                |                               |                                            |                                        |
| 12 | 2  | Precipice    | Wąwóz                   | Alex Graves    | Zack Estrin                   | 24 grudnia 2019                            | 24 grudnia 2019                        |
| Penny i Maureen zostają uwięzione w tajemniczym metalowym wąwozie, a Don pada ofiarą strasznej toksyny.                                                                   |    |              |                         |                |                               |                                            |                                        |
| 13 | 3  | Echoes       | Echa                    | Leslie Hope    | Liz Sagal                     | 24 grudnia 2019                            | 24 grudnia 2019                        |
| Rozbudzone nadzieje pryskają, kiedy Robinsonowie zdają sobie sprawę, że na pokładzie Śmiałka coś jest nie tak. Smith wykorzystuje szansę na oczyszczenie swojego imienia. |    |              |                         |                |                               |                                            |                                        |
| 14 | 4  | Scarecrow    | Strach na wróble        | Jon East       | Kari Drake                    | 24 grudnia 2019                            | 24 grudnia 2019                        |
| Will stara się dowiedzieć, co się stało z robotem, a John i Judy wyruszają na pobliską planetę, aby pomóc innym ocalałym.                                                 |    |              |                         |                |                               |                                            |                                        |
| 15 | 5  | Run          | Bieg                    | Jon East       | Vivian Lee                    | 24 grudnia 2019                            | 24 grudnia 2019                        |
| Sytuacja Johna pogarsza się z każdą chwilą, co zmusza Judy do długiego i wyczerpującego biegu. Penny szpieguje Smith z pomocą dawnego znajomego.                          |    |              |                         |                |                               |                                            |                                        |
| 16 | 6  | Severed      | Odcięci                 | Tim Southam    | Katherine Collins             | 24 grudnia 2019                            | 24 grudnia 2019                        |
| Na skutek działania żrącej substancji Penny, Smith i przyjaciele zostają uwięzieni w ciasnym pomieszczeniu. Will i Maureen ruszają z Adlerem na poszukiwania robota.      |    |              |                         |                |                               |                                            |                                        |
| 17 | 7  | Evolution    | Ewolucja                | Tim Southam    | Daniel McLellan               | 24 grudnia 2019                            | 24 grudnia 2019                        |
| John wykorzystuje nieoczekiwaną pomoc, aby namierzyć źródło tajemniczego sygnału przechwyconego przez statek. Will zaczyna podejrzewać, że Adler coś ukrywa.              |    |              |                         |                |                               |                                            |                                        |
| 18 | 8  | Unknown      | Na ratunek              | Jabbar Raisani | Kari Drake, Katherine Collins | 24 grudnia 2019                            | 24 grudnia 2019                        |
| Maureen staje na czele buntu, Hastings stawia Johnowi ultimatum, a Penny próbuje przekonać Willa, że robot się zmienił.                                                   |    |              |                         |                |                               |                                            |                                        |
| 19 | 9  | Shell Game   | Blef                    | Stephen Surjik | Zack Estrin, Vivian Lee       | 24 grudnia 2019                            | 24 grudnia 2019                        |
| Will i Penny usiłują ukryć roboty i rozmyślają nad kolejnym ruchem. Tymczasem Hastings zadaje silny cios Robinsonom.                                                      |    |              |                         |                |                               |                                            |                                        |
| 20 | 10 | Ninety-Seven | Dziewięćdziesiąt siedem | Alex Graves    | Matt Sazama, Burk Sharpless   | 24 grudnia 2019                            | 24 grudnia 2019                        |
| Misja ratunkowa, której celem jest ocalenie Stracha na Wróble, przybiera nieoczekiwany obrót. Śmiałek popada w chaos. Judy opracowuje plan podróży do Alfa Centauri.      |    |              |                         |                |                               |                                            |                                        |

### Sezon 3 (2021)
| №  | # | Tytuł                          | Polski tytuł        | Reżyseria             | Scenariusz                  | Data premiery (Netflix, Stany Zjednoczone) | Data premiery (Netflix Polska, Polska) |
| -- | - | ------------------------------ | ------------------- | --------------------- | --------------------------- | ------------------------------------------ | -------------------------------------- |
| 21 | 1 | Three Little Birds             | Trzy małe ptaszki   | Frederick E.O. Toye   | Matt Sazama, Burk Sharpless | 1 grudnia 2021                             | 1 grudnia 2021                         |
| 22 | 2 | Contact                        | Kontakt             | Kevin Rodney Sullivan | Zack Estrin                 | 1 grudnia 2021                             | 1 grudnia 2021                         |
| 23 | 3 | The New Guy                    | Nowy                | Sarah Boyd            | Vivian Lee                  | 1 grudnia 2021                             | 1 grudnia 2021                         |
| 24 | 4 | Nothing Left Behind            | Żadnych śladów      | Julian Holmes         | Daniel McLellan             | 1 grudnia 2021                             | 1 grudnia 2021                         |
| 25 | 5 | Stuck                          | W potrzasku         | Leslie Hope           | Kari Drake                  | 1 grudnia 2021                             | 1 grudnia 2021                         |
| 26 | 6 | Final Transmission             | Ostatnia transmisja | Julian Holmes         | Katherine Collins           | 1 grudnia 2021                             | 1 grudnia 2021                         |
| 27 | 7 | Contingencies on Contingencies | Plany awaryjne      | Leslie Hope           | Zack Estrin                 | 1 grudnia 2021                             | 1 grudnia 2021                         |
| 28 | 8 | Trust                          | Zaufanie            | Jabbar Raisani        | Matt Sazama, Burk Sharpless | 1 grudnia 2021                             | 1 grudnia 2021                         |

## Odbiór

### Krytyka w mediach
W serwisie Rotten Tomatoes 68% z 75 recenzji pierwszego sezonu serialu uznano za pozytywne, a średnia ocen wystawionych na ich podstawie wyniosła 6,43/10. Na portalu Metacritic średnia ważona ocen wystawionych na podstawie 27 recenzji wyniosła 58 punktów na 100. David Griffin z IGN przyznał pierwszemu sezonowi ocenę 8,5/10 nazywając go „doskonałą przygodą science-fiction, mającą lekki problem ze złoczyńcą”, w artykule pochwalił rodzinę Robinsonów i skrytykował dr Smith jako postać nieskomplikowaną i jednowymiarową. Jen Chaney z Vulture uznała rolę Parker Posey za dostarczającą serialowi wiele poczucia humoru. Zgodziła się z nią Beth Elderkin z Gizmodo, pisząc że „Jej występ zawiera charakterystyczne dla marki lekkość i humor”.

### Nagrody i nominacje
| Rok  | Nominacja                     | Kategoria                                                                                 | Nominowani | Wynik     |
| ---- | ----------------------------- | ----------------------------------------------------------------------------------------- | --- | --------- |
| 2018 | Primetime Emmy Awards         | Znakomite efekty specjalne                                                                | Jabbar Raisani, Terron Pratt, Marion Spates, Ashley Ward, Niklas Jacobson, Niklas Ström, Joao Sita, Juri Stanossek i Rafael Solórzano (za „Niebezpieczeństwo, Willu Robinsonie”) | Nominacja |
| 2019 | Saturn Awards                 | Najlepsza aktorka występująca na platformie streamingowej                                 | Molly Parker | Nominacja |
| 2019 | Saturn Awards                 | Najlepszy serial akcji, sci-fi lub fantasy na platformie streamingowej                    | Zagubieni w kosmosie | Nominacja |
| 2019 | Saturn Awards                 | Najlepszy aktor drugoplanowy występujący na platformie streamingowej                      | Maxwell Jenkins | Nominacja |
| 2019 | Saturn Awards                 | Najlepsza aktorka drugoplanowa na platformie streamingowej                                | Parker Posey | Nominacja |
| 2019 | Saturn Awards                 | Najlepsza aktorka drugoplanowa na platformie streamingowej                                | Taylor Russell | Nominacja |
| 2019 | Visual Effects Society Awards | Znakomita animowana postać w odcinku lub projekcie czasu rzeczywistego                    | Chad Shattuck, Paul Zeke, Julia Flanagan i Andrew McCartney (dla „Humanoid”) | Wygrana   |
| 2019 | Visual Effects Society Awards | Znakomite komponowanie w odcinku fotorealistycznym                                        | David Wahlberg, Douglas Roshamn, Sofie Ljunggren i Fredrik Lönn (za „Ratunek na miejscu katastrofy”)                                                                             | Wygrana   |
| 2019 | Visual Effects Society Awards | Znakomite środowisko stworzone w odcinku, projekcie komercyjnym lub w czasie rzeczywistym | Philip Engström, Kenny Vähäkari, Jason Martin i Martin Bergquist (dla „Pilot” – Miejsce uderzenia)                                                                               | Wygrana   |
| 2019 | Visual Effects Society Awards | Symulacje wyjątkowych efektów w odcinku, reklamie lub projekcie czasu rzeczywistego       | Juri Bryan, Will Elsdale, Hugo Medda i Maxime Marline (za „Ucieczka”) | Nominacja |
| 2019 | Visual Effects Society Awards | Symulacje wyjątkowych efektów w odcinku, reklamie lub projekcie czasu rzeczywistego       | Denys Shchukin, Heribert Raab, Michael Billette i Jaclyn Stauber (dla „Jowisz spada”)                                                                                            | Nominacja |
| 2019 | Visual Effects Society Awards | Znakomite efekty wizualne w odcinku fotorealistycznym                                     | Jabbar Raisani, Terron Pratt, Niklas Jacobson i Joao Sita (za „Niebezpieczeństwo, Willu Robinsonie”)                                                                             | Wygrana   |
| 2020 | Visual Effects Society Awards | Znakomite środowisko stworzone w odcinku, projekcie komercyjnym lub w czasie rzeczywistym | Philip Engström, Benjamion Bernon, Martin Bergquist i Xuan Prada (dla „Przepaść” i „Rów”)                                                                                        | Nominacja |
| 2020 | Visual Effects Society Awards | Symulacje wyjątkowych efektów w odcinku, reklamie lub projekcie czasu rzeczywistego       | Juri Bryan, Hugo Medda, Kristian Olsson i John Perrigo (dla „Przepaść” i „Wodna planeta”)                                                                                        | Nominacja |
| 2020 | Visual Effects Society Awards | Znakomity model w projekcie fotorealistycznym lub animowanym                              | Xuan Prada, Jason Martin, Jonathan Vårdstedt i Eric Andersson (za „Śmiałek”) | Nominacja |
| 2020 | Visual Effects Society Awards | Znakomite efekty wizualne w odcinku fotorealistycznym                                     | Jabbar Raisani, Terron Pratt, Niklas Jacobson, Juri Stanossek i Paul Benjamin (dla „Dziewięćdziesiąt siedem”)                                                                    | Nominacja |
| 2020 | Primetime Emmy Awards         | Znakomite efekty specjalne                                                                | Jabbar Raisani, Terron Pratt, Marion Spates, Niklas Jacobson, Andrew Walker, Juri Stanossek, Dirk Valk, Blaine Lougheed i Paul Benjamin (dla „Dziewięćdziesiąt siedem”)          | Nominacja |